# 웹 메일

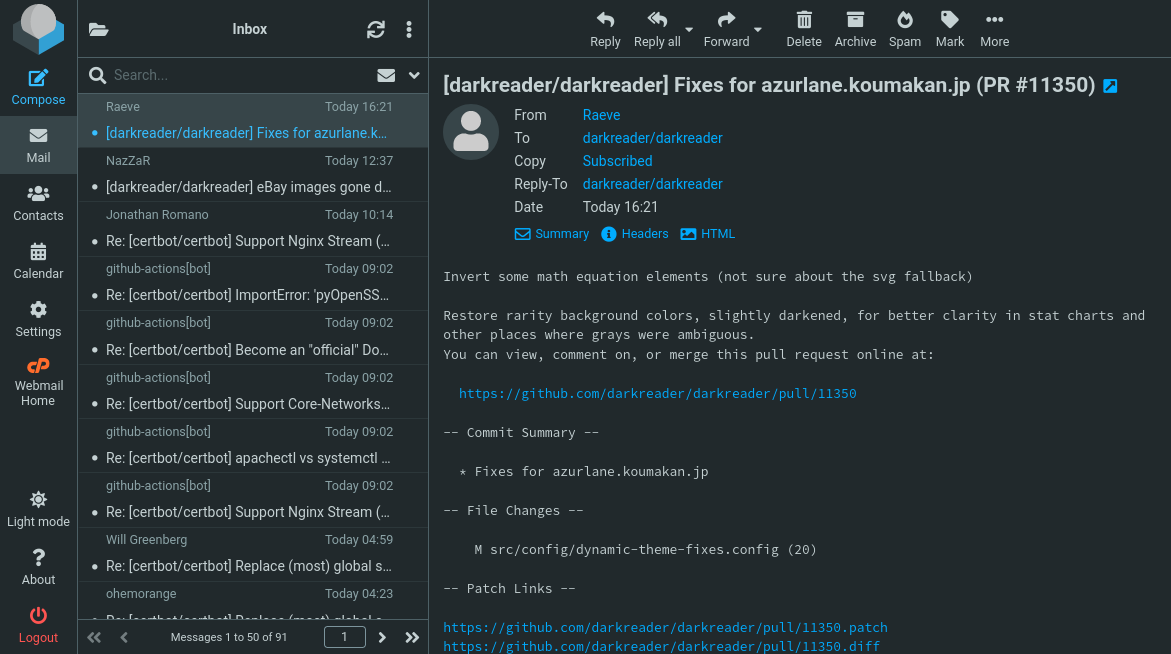
라운드큐브의 한 사용자의 받은 편지함

웹 메일(web mail) 또는 웹 기반 메일은 주로 웹 브라우저를 통해 접근하기 위해 고안된 전자 우편 서비스를 부르는 용어이다. 마이크로소프트 아웃룩, 모질라의 선더버드, 애플의 메일과 같은 이메일 클라이언트와는 대조적이다.
맨 초기의 웹메일 서비스 가운데 하나는 핫메일이었다. 다른 매우 유용한 웹메일 서비스로는 야후! 메일, Gmail, AOL 메일을 들 수 있다.
응용 프로그램 기반의 전자 우편을 통한 웹 기반 메일의 주된 이점은 인터넷 접속이 가능한 어떠한 컴퓨터에서든지 사용자가 편지함에 접근할 수 있다는 점이다. 그러나 사용자가 인터넷에 연결되지 않은 컴퓨터를 사용할 경우 오래된 메시지에 접근하지 못한다는 것을 본다면, 인터넷 접속이 필요하다는 점은 결점이다.
대한민국에서 제공되는 웹 메일 서비스로는 대표적으로 네이버 메일, 다음 메일, 네이트 메일 등이 있다.

## 참조
1. ↑  “Email and webmail user statistics”. 2007년 3월 16일에 원본 문서에서 보존된 문서. 2007년 3월 21일에 확인함.